# I. liga 1956
L'edizione 1956 del campionato cecoslovacco di calcio vide la vittoria finale dell'ÚDA Praga.
Capocannonieri del torneo furono Milan Dvořák del ÚDA Praga e Miroslav Wiecek del Sokol OKD Ostrava con 15 reti.

## Classifica finale
|    | Classifica             | G  | V  | N | P  | GF | GS | DR  | Pti |
| -- | ---------------------- | -- | -- | - | -- | -- | -- | --- | --- |
| 1  | ÚDA Praga              | 22 | 12 | 8 | 2  | 57 | 20 | +37 | 32  |
| 2  | Slovan ÚNV Bratislava  | 22 | 10 | 7 | 5  | 37 | 23 | +14 | 27  |
| 3  | Spartak Praga Sokolovo | 22 | 11 | 4 | 7  | 50 | 33 | +17 | 26  |
| 4  | Baník Ostrava          | 22 | 9  | 7 | 6  | 53 | 48 | +5  | 25  |
| 5  | CH Bratislava          | 22 | 9  | 7 | 6  | 41 | 38 | +3  | 25  |
| 6  | Baník Kladno           | 22 | 9  | 4 | 9  | 33 | 25 | +8  | 22  |
| 7  | Spartak Hradec Králové | 22 | 9  | 3 | 10 | 30 | 40 | -10 | 21  |
| 8  | Tatran Prešov          | 22 | 7  | 6 | 9  | 32 | 39 | -7  | 20  |
| 9  | Spartak Trnava         | 22 | 7  | 4 | 11 | 24 | 41 | -17 | 18  |
| 10 | Dynamo Praga           | 22 | 6  | 5 | 11 | 35 | 45 | -10 | 17  |
| 11 | Dynamo Žilina          | 22 | 6  | 5 | 11 | 27 | 46 | -19 | 17  |
| 12 | Spartak Košice         | 22 | 6  | 2 | 14 | 27 | 48 | -21 | 14  |

## Verdetti
- Dukla Praga campione di Cecoslovacchia 1956.
- Dukla Praga ammessa alla Coppa dei Campioni 1957-1958.
- Dynamo Žilina e Spartak VSS Kosice retrocesse.